# Compañía del Ferrocarril Económico de Cortes a Borja
La Compañía del Ferrocarril Económico de Cortes a Borja (conocido popularmente como el escachamatas o el Borjica) fue una empresa y línea ferroviaria de vía única con ancho métrico en la comarca aragonesa de Campo de Borja, que comunicaba con la línea Casetas-Castejón de ancho ibérico en la estación de Cortes de Navarra. La línea se inauguró oficialmente el 27 de mayo de 1889 y dejó de prestar servicio el 30 de abril de 1955.
En la actualidad, el trazado se preserva como vía verde.

## Historia

### Orígenes
En 1882 varios pueblos de la actual Comarca de Borja formaron una comisión desde la que mandaron un informe a la Compañía de los Caminos de Hierro del Norte de España, en la que pedían una línea de ferrocarril que, partiendo de Borja o Bulbuente, llegara a la estación de Cortes de Navarra, para conectarla a la línea de ancho ibérico de Casetas a Castejón. Se trataba de una iniciativa similar a las que tuvieron lugar en otras comarcas aragonesas (como los contemporáneos Ferrocarril de Cariñena a Zaragoza, Tudela-Tarazona o el posterior Ferrocarril de Sádaba a Gallur), que buscaba facilitar la exportación de los productos agrícolas a los mercados urbanos que se iban conectando a la red ferroviaria. Destacaba entre estas mercancías el vino, que tras la plaga de la filoxera en Francia se había convertido en uno de los principales motores económicos de la comarca.
El senador Carlos Jiménez y Gotall, I marqués de Casa Jiménez, tramitó una petición en el Senado de estudio y aprobación, en la que se desestimó el tramo de Borja a Bulbuente, por lo reducido de su población y las complicaciones orográficas adicionales que introducía. El Senado aprobó la propuesta y para formalizar la concesión, se presentó el proyecto el 3 de octubre de 1885, redactado por Hermenegildo Gorría Royán. El proyecto apostaba por el ancho métrico para reducir costes, siguiendo la experiencia de Cariñena y Tarazona, y por un trazado por la margen izquierda del río Huecha para poder dar servicio a Magallón, Agón, Fréscano y Albeta, aunque a costa de marginar Mallén.
La concesión se expidió el 30 de agosto de 1886 a Isidro Benito Lapeña, y fue aprobada el 28 de marzo de 1888. Sin embargo, tropezó con una financiación insuficiente por los municipios interesados (en especial, Magallón), pese al apoyo de la diputación provincial de Zaragoza encarnada por Alfredo de Ojeda Perpiñán. El 5 de abril de ese año, Isidro Lapeña presentó una instancia para que la empresa fuera transferida a Juan Alonso Fuldain, rico capitalista. La línea quedó adscrita a Altos Hornos de Bilbao, empresa que suministró el material para su construcción. El capital  de la familia Echevarrieta fue uno de los principales financiadores del proyecto.
El 26 de febrero de 1888 empezaron las obras de construcción de la línea, que se fueron desarrollando con mayor rapidez de lo previsto. La inauguración oficial de la línea fue el 27 de mayo de 1889, celebrándose un banquete inaugural organizado por Alfredo de Ojeda Perpiñán que desbordó las previsiones. Al día siguiente, la recién inaugurada línea comenzaba a dar servicio.

### Madurez
Hasta los años 30, la compañía mantuvo una cierta estabilidad económica en su explotación, si bien la rentabilidad en los primeros años fue moderada, de aproximadamente un 1-2%, y hubo algunas quejas de la baja retribución a los accionistas. La línea se sustentaba principalmente del tráfico de mercancías, que estuvo centrado en el vino a finales del siglo XIX y en la remolacha y la industria azucarera a principios del siglo XX. La llegada de la plaga de la filoxera a España en 1896 y las alteraciones que trajo la Primera Guerra Mundial fueron los principales retos de la compañía.
Aunque la explotación de la línea sufrió variaciones a lo largo del tiempo, solía haber tres servicios por sentido al día, con características de servicio mixto (pasajeros y mercancías en el mismo tren). Dada la pendiente de la línea (siempre creciente hacia Borja), los vagones de mercancías se concentraban más en dirección Cortes (hasta 15 unidades por expedición), mientras que en dirección Borja no había más de siete u ocho coches y vagones en un mismo tren. El trayecto duraba aproximadamente una hora.
Sin embargo, el tráfico de mercancías se estancó y finalmente se redujo durante la década de 1930. Pese a que desde la década de 1920 empezaron a subir las tarifas, en 1935 la línea presentó pérdidas por primera vez. No obstante, el ferrocarril vivió uno de sus momentos más mediáticos en 1935 con el rodaje de la película Nobleza baturra de Florián Rey, que tiene en las vías de esta línea una de sus escenas más famosas. En ella, el personaje de Miguel Ligero Rodríguez va sobre un burro por las vías del tren, negándose a apartarse con la frase:

Chufla, chufla, ¡como no te apartes tú!

### Decadencia
La guerra civil española no afectó significativamente al funcionamiento de la línea, que se encontraba en territorio sublevado desde el principio de la contienda. Un maquinista fue depurado, aunque logró su readmisión pasados unos años.  Tras la guerra, hubo cambios en el control de la línea, dado que Horacio Echevarrieta terminó abandonando sus cargos. Diversos cargos de Falange Española, como Jesús Muro, entrarían desde entonces en la dirección de la empresa. El personal de la compañía también se incrementó, pasando de 40 trabajadores a 53. Durante la posguerra, hubo problemas para abastecerse de carbón de calidad.
La ausencia de inversiones en el mantenimiento de la vía supuso que, en la década de 1940, la infraestructura se había degradado. Hubo una actualización del parque móvil, adquiriéndose automotores más modernos que las locomotoras de vapor originales, que además redujeron la duración del trayecto por debajo de los 45 minutos, pero el mal estado de las vías limitó la efectividad de estas mejoras.
En 1941, la nacionalización del ferrocarril en España supuso la integración de la línea en la recién creada RENFE. Aun así, la situación de la línea había llegado a tal punto que varios informes oficiales de 1947 constatan que en ocasiones los pasajeros debían bajarse y empujar en las cuestas, para a continuación volverse a subir.
Finalmente, pese a que políticos y autoridades locales solicitaron una inversión de 10 millones de pesetas para mejorar la infraestructura ferroviaria, e incluso se planteó la posibilidad de adaptar el ferrocarril al ancho ibérico, el 30 de abril de 1955 la línea dejó de dar servicio. El 28 de noviembre de 1958 se autorizó el levantamiento de las vías y el cese de la concesión. El decreto fue publicado en el BOE el 10 de diciembre de 1958.
La ciudad de Borja, a cambio, logró una biblioteca y varias inversiones en abastecimiento de agua en compensación por el cierre, pero la sensación general en la comarca fue que se menoscababa el "porvenir histórico y económico" de las zonas afectadas. En paralelo, RENFE habilitó un servicio alternativo por carretera.

## Trazado
El ferrocarril salía originalmente en curva desde la estación de Cortes de Navarra de la Compañía del Norte (en 1931 se levantó un edificio propio para la línea). En el entorno se encontraban las industrias azucareras con conexión directa a la línea. Un puente le permitía cruzar el río Huecha y llegar a Mallén, posteriormente un segundo puente devolvía la línea a la margen izquierda del río Huecha. Este acceso, principal desvío con respecto al proyecto inicial, daba servicio a la localidad de Mallén aunque con una estación alejada del casco urbano y que tuvo siempre poca popularidad en el municipio.
El tramo hasta Magallón era recto y ascendente, con estaciones intermedias en Fréscano y Agón. La línea describía una curva circunvalando la localidad y tenía su parada una vez pasada la misma. La estación se encontraba a las afueras de la localidad, dado el coste que hubiera añadido el terraplén para alcanzar la elevación de la zona habitada. Magallón era la principal parada intermedia de la línea, con un depósito de agua para reabastecer la locomotora. Actualmente el edificio forma parte de unas bodegas vitivinícolas.
Desde ahí la línea describía un trazado más sinuoso, fruto de un diseño que pretendía evitar el uso de terraplenes. La línea realizaba asimismo el cruce con dos carreteras: la carretera de Gallur a Tarazona (actual N-122) y la de Borja a Ainzón. Tenía varias estaciones intermedias: Bureta (actualmente en ruinas), Albeta (construida en 1932 por petición de su ayuntamiento) y Ainzón. Como las anteriores, eran todas de materiales producidos localmente y similares al estilo arquitectónico de la zona.
El ferrocarril terminaba en Borja, en la parcela que actualmente ocupa el instituto de educación secundaria. La ubicación fue uno de los últimos puntos discutidos del proyecto, seleccionándose esta opción para acercarla lo más posible al casco urbano. La estación constaba de una nave central de dos pisos a cuyos lados se encontraban dos naves de uno solo piso. Se trataba de la única estación de primera clase de la línea. Años más tarde, se recrecerían las naves laterales hasta un segundo piso. La estación actuaba como final de línea, con las cocheras de la línea, un depósito de agua para reabastecer las locomotoras de vapor y una plataforma giratoria para permitir el cambio de sentido.

## Material móvil
El parque motor original de la línea incluía dos locomotoras de vapor, el mínimo que exigía la legislación. Ambas fueron fabricadas en Mánchester, Reino Unido. La lista, con los nombres que se les dio y los rodajes de acuerdo a la notación Whyte es:
- La Aragón (0-3-0-T), fabricada por Maning Wardle en 1888
- La Vizcaya (0-3-0-T), fabricada por Maning Wardle en 1888

Los coches fueron fabricados por la Ashbury Railway Carriage Iron Company y totalizaban 9 unidades entre todas las clases. Se trataba de unidades consideradas austeras, sin iluminación ni calefacción por la brevedad del trayecto. Se adquirieron también tres furgones para mensajería y paquetes y veintitrés vagones para mercancías.
A este material se añadió poco después una tercera locomotora:
- La Borja, también llamada la Chata,  fabricada por Saint-Léonard en 1894.

En 1936, el parque motor se amplió con la adquisición de dos automotores térmicos de tipo Zaragoza, fabricados por la empresa Carde y Escoriaza.
Tras el cierre de la línea en 1959, las locomotoras de vapor originales fueron desguazadas, mientras que los automotores fueron vendidos al ferrocarril de Sádaba a Gallur y al ferrocarril de Calahorra a Arnedillo.